# IKEA
IKEA é uma empresa multinacional sueca dedicada à produção e venda a retalho de mobiliário, decoração, electrodomésticos, utensílios, acessórios para o lar e alimentos, fundada na província de Småland, Suécia, em 1943 por Ingvar Kamprad.
O IKEA é a maior retalhista de móveis do mundo desde 2008. Com 55 lojas, Alemanha é o maior mercado do IKEA seguido pelo mercado americano com 52 armazéns. Em setembro de 2023, a rede operava 462 lojas em 59 países.

Mapa das lojas IKEA pelo mundo:
Países com lojas do IKEA
Países com planos para abertura de lojas IKEA
Lojas fechadas
Sem lojas

## História
O IKEA foi fundada em Älmhult, Suécia no ano de 1943 por Ingvar Kamprad, então com 17 anos. O nome da companhia é um acrónimo composto pelas primeiras letras de seu nome seguido das primeiras letras dos nomes da herdade onde nasceu e da aldeia em que cresceu: Ingvar Kamprad Elmtaryd Agunnaryd. Originalmente, o IKEA vendia canetas, carteiras, molduras para fotos, mesas, relógios, jóias ou praticamente qualquer coisa que Kamprad acreditava que poderia vender a baixo preço. O mobiliário entrou na lista de produtos do IKEA em 1947 e, em 1955, passou a desenhar seus próprios móveis. No início, Kamprad vendia seus produtos em sua casa e enviava as encomendas pelo correio até que abriu uma loja em Älmhult sob o nome «Möbel-IKÉA» (Möbel significa "mobília" em sueco). Foi também o local da primeira «loja armazém» que tornaria-se o modelo para as outras lojas IKEA.

### Expansão internacional

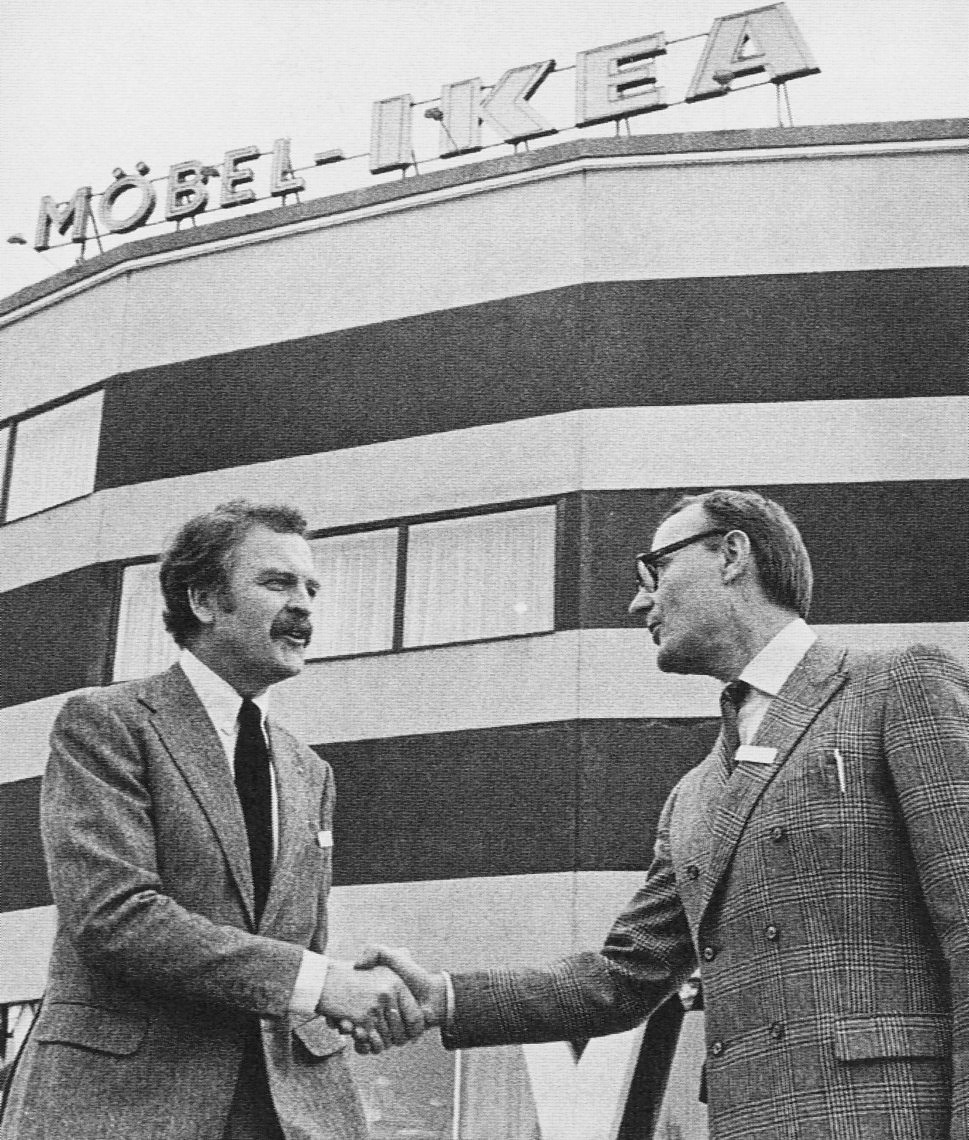
O fundador do IKEA, Ingvar Kamprad (à direita) aperta a mão de Hans Axe, o primeiro gerente do IKEA em 1965.

A 23 de março de 1963, a primeira loja fora da Suécia foi aberta em Asker, cidade norueguesa próxima a Oslo, seguida de uma na Dinamarca em 1969. As lojas espalharam-se para outras partes da Europa na década de 1970, com a primeira loja fora da Escandinávia a abrir na Suíça em 1973, seguida por uma na Alemanha Ocidental em 1974. Na década de 1970, começou a sua expansão dentro e fora da Europa, com lojas abertas no Japão (1974), Austrália, Hong Kong (1975), Canadá (1976), Cingapura e Holanda (1978). Na década de 1980, expandiu-se ainda mais, abrindo lojas na França e Espanha (1981), Bélgica (1984), Estados Unidos (1985), Reino Unido (1987), e Itália (1989).
Em fevereiro de 2010, a rede entrou na América Latina, abrindo uma loja na República Dominicana. Quanto aos maiores mercados da região, em 8 de abril de 2021, foi aberta uma loja na Cidade do México. Em agosto de 2018, a rede abriu sua primeira loja na Índia, em Hyderabad.
Em 10 de agosto de 2022, abriu sua primeira loja no Chile, sua primeira loja na América do Sul. Outra loja foi aberta na Colômbia em setembro de 2023, em Bogotá, que logo será seguido por uma loja no Peru.

### Em Portugal
No mês de novembro de 2002, a empresa IKEA anunciou sua chegada a Portugal. A 22 de junho de 2004 abriu a primeira loja da firma na zona comercial de Alfragide, na Amadora, com um investimento de 3,5 milhões de euros para a campanha de lançamento. Na altura da inauguração, o armazém da Grande Lisboa foi o terceiro maior IKEA do mundo. Após a abertura do primeiro espaço comercial em solo português, seguiram-se quatro lojas mais em Loures, Loulé, Braga e Matosinhos, sendo esta última a maior da península Ibérica. No total, o IKEA Portugal emprega cerca de 2.500 colaboradores, recebe cerca de 14 milhões de visitas anualmente nas lojas físicas e 30 milhões online. Desde 2007, a companhia conta com uma fábrica de produção em Paços de Ferreira e emprega aproximadamente 1.700 pessoas.

### Saída do mercado russo
Em março de 2022, o IKEA anunciou o fechamento temporário das 17 lojas da firma na Rússia resultante da invasão à Ucrânia em fevereiro de 2022, sendo este o primeiro mercado em que a empresa suspendeu operações. Em maio de 2022, o IKEA anunciou a saída definitiva do mercado russo. Ainda assim, os centros comerciais Mega ―detidos pelo grupo Ingka, dono do IKEA― continuaram abertos até serem adquiridos pelo Gazprombank em setembro de 2023.

## Formato das lojas

### Formato tradicional
As lojas IKEA costumam ser edifícios azuis com detalhes em amarelo, que são as cores nacionais suecas, e à porta geralmente há mastros com as bandeiras do IKEA, da Suécia e do país onde o armazém encontra-se localizado. Esses prédios são normalmente projetados num leiáute de mão única que leva os clientes no sentido anti-horário ao longo do que o IKEA chama de «O longo caminho natural», projetado para incentivar o consumidos para ver a loja em sua totalidade, em oposição a uma loja de varejo tradicional, que permite um cliente vá diretamente para a seção onde os bens desejados são exibidos e por vezes existem atalhos para outras partes do showroom. Primeiramente o cliente tem de percorrer um showroom com os produtos maiores, previamente já montados, os quais têm um código para ser anotado – o IKEA sempre oferece de forma gratuita lápis e papel, e com itens menores prontos para serem recolhidos; depois disso o cliente entra num armazém de auto-atendimento com um carrinho onde pode recolher os produtos mas, às vezes, eles são direcionados para colectar os produtos desejados num armazém externo no mesmo local ou em um local próximo após a compra. Nem todos os produtos ou cores específicas são estocados na loja, por vezes os mesmos precisam de serem enviados de um depósito para a casa do cliente ou para a loja. Por costume, no rés-do-chão encontra-se o showroom com todos os produtos e no subsolo o armazém de auto-atendimento. Mas existem algumas lojas de nível único, enquanto outras têm armazéns separados para permitir que mais estoque seja mantido no local. As lojas de nível único são encontradas predominantemente em áreas onde o custo do terreno seria menor do que o custo de construção de uma loja de 2 andares. Algumas lojas têm armazéns de dois níveis com silos controlados por máquina para permitir o acesso a grandes quantidades de estoque ao longo do dia de venda. A maioria das lojas IKEA oferece uma área de «tal como está» que encontra-se no final do armazém, logo antes das caixas registradoras. Geralmente são produtos devolvidos, danificados ou exibidos anteriormente para serem vendidos com um desconto significativo mas os mesmos não podem ser devolvidos.

### Loja Virtual
Em junho de 2024, a empresa transportou a realidade da compra no formato tradicional para o mundo virtual, abrindo uma loja numa plataforma de videojogos. A plataforma escolhida para abrir portas a esta loja virtual é a Roblox e os colaboradores têm as mesmas responsabilidades e funções de qualquer funcionário de um espaço físico. 

## Produtos e serviços

### Mobiliário e objetos para o lar
Em vez de serem vendidos pré-montados, muitos dos móveis do IKEA são projetados para serem montados pelo comprador. A empresa afirma que isto ajuda a reduzir os custos e o uso de embalagens. O IKEA afirma ter sido uma pioneira em assuntos eco-amigáveis para a cultura consumista capitalista. Todos os produtos IKEA têm um nome o qual quase sempre é uma palavra de origem escandinava. O fundador da empresa era disléxico e descobriu que ao nomear os móveis com nomes próprios, em vez de um código, e isto tornava com que os produtos fossem mais facilmente lembrados. Isto tornava com que os produtos fossem mais facilmente lembrados. Tipicamente, o nome é escolhido de uma base de dados mantido pelo IKEA da Suécia, mas pode acontecer que o designer ou criador do produtor sugira um nome. Às vezes noutras línguas, alguns dos nomes dos produtos podem significar outra coisa ou ter duplo sentido, na língua portuguesa um dos casos mais reconhecidos foi o do estante para televisão chamado «Besta».

### Restaurante e alimentos
Todas as lojas IKEA têm um restaurante que vende nomeadamente comidas típicas da Suécia e também estão à venda produtos de mercearia tais como chocolates, almôndegas, compotas, panquecas, salmão e bebidas diversas. Embora os pratos oferecidos sejam principalmente suecos, as lojas também costumam oferecer produtos locais, no caso de Portugal oferecem-se pastéis de nata e pratos de bacalhau.

### A Småland
Para além do restaurante, todas os IKEA têm um espaço de recreação infantil gratuito chamado Småland, que em sueco quer dizer: «terras pequenas»; mas é também é o nome da província sueca onde nasceu Ingvar Kamprad, o fundador da loja.

## Polémicas
O IKEA é o maior consumidor de madeira do mundo. Todos os anos a empresa compra 200 milhões de troncos de árvores. Ocorre que apenas a China e a Rússia conseguem vender madeira a preços suficientemente baixos. Segundo o Johan, autor do livro The Truth about Ikea, lançado em 2010, «os chineses atravessam as fronteiras da Sibéria e entram ilegalmente na floresta natural. E um dos maiores compradores dessa madeira é o Ikea.» Segundo Stenebo, a empresa só consegue saber a origem de 10% a 20% da madeira comprada na China. «Todos os fornecedores têm centenas ou milhares de empresas subcontratadas e não há qualquer controle sobre isso. Pelo menos 80% desta madeira é ilegalmente cortada na Sibéria.»  O relatório publicado em 2020 pela Earthsight organização ambientalista com sede em Inglaterra, também acusa a empresa de fabricar móveis tais como as cadeiras Ingolf e Terje a partir de madeira derrubada ilegalmente na Ucrânia. Segundo Sam Lawson, dirigente da Earthsight, existe madeira em risco de extinção ao longo de toda a cadeia de suprimentos do IKEA.